# Jean François Edouard Action
Jean François Edouard Action (Besançon, França, 1736 — 1811).
Foi um político francês, fez serviço na Itália onde foi ministro do rei Fernando IV de Nápoles, perseguiu os liberais.